# یورگن برشت
یورگن برشت (آلمانی: Jürgen Brecht؛ زادهٔ ۱ مارس ۱۹۴۰) شمشیرباز اهل آلمان بود.
وی در مسابقات کشوری و بین‌المللی در مجموع برندهٔ ۱ مدال برنز شده‌است.